# Rolf Tamnes
Rolf Tamnes, född 18 mars 1951 i Røros i Sør-Trøndelag fylke, är en norsk historiker.

## Biografi
Tamnes avlade candidatus philologiæ-examen 1978 och var anställd vid Morgenbladet från 1979. Han avlade doctor philosophiæ-examen 1991 samt var professor II vid Universitetet i Oslo 1995–2009, direktör för Institutt for forsvarsstudier (IFS) i Forsvarets høgskole 1996–2012 och professor vid IFS från 2012.
Tamnes kallades till ledamot av svenska Kungliga Krigsvetenskapsakademien 2013.